# Li Zhaolin
Li Zhaolin (楊靖宇, 2 novembre 1910 - 9 mars 1946), aussi connu sous le nom de Li Chaolan (李超兰), est le fondateur et chef de la 3e armée de route de l'armée unie anti-japonaise du Nord-Est durant la pacification du Mandchoukouo.

## Biographie
Né à Liaoyang dans la province du Liaoning en Manchourie, Li rejoint les armées de volontaires anti-japonaises à Pékin après l'incident de Mukden de 1931. Il retourne plus tard dans sa province natale pour former une milice contre les Japonais. En mai 1932, Li rejoint la Ligue de la Jeunesse Communiste Chinoise, puis le Parti communiste chinois durant l'été 1932 et s'engage dans le mouvement des travailleurs de la mine de charbon de Benxi.
En décembre 1932, après la défaite des armées de volontaires anti-japonaises, Li arrive à Harbin pour diriger les actions militaires locales du Parti. En novembre 1933, il arrive à Zhuhe pour mener les forces de guérilla en tant que vice-commandant et commissaire politique sous l'autorité de Zhao Shangzhi. Le 6 juin 1934, il prend la direction du département politique de l'armée unie anti-japonaise, puis du département politique général des forces anti-japonaises du Nord de la Mandchourie. Pendant les jours suivants, il coordonne avec Zhao Shangzhi et Li Yanlu des raids et des attaques qui permettent d'occuper temporairement la ville de Linkou au Heilongjiang, et fonde les forces de guérilla de Tangyuan. En mai 1939, Li assume le commandement de la 3e armée de route de l'armée unie anti-japonaise du Nord-Est. Il amène ensuite la guérilla dans la plaine du plaine du Songnen (en), puis à Nehe, Keshan, Zhaoyuan et dans d'autres régions.
Fin 1940, les forces de résistance sont dans une situation critique et subissent de graves revers. En novembre 1941, Li est forcé de se replier jusqu'en Union soviétique où il reste pendant toute la guerre contre les Japonais en coopérant avec l'Armée rouge soviétique. En 1945, il retourne en Mandchourie et devient vice-commandant de la garnison de Harbin, secrétaire du Parti communiste dans la zone du Songhua-jiang, vice-président de la province de Binjiang, et président de l'association d'amitié sino-soviétique. Le 9 mars 1946, il est tué à Harbin par des agents du Kuomintang. Pour lui rendre hommage, la ville change le nom du parc Lam Kam en « Parc Zhaolin ». Il est enterré dans un grand tombeau mémorial représenté sur des timbres édités par la Poste populaire du Nord-Est le 9 mars 1948 à l'occasion du second anniversaire de sa mort.